# Laurence Rochat
Laurence Rochat, född den 1 augusti 1979, är en schweizisk längdåkare som började tävla internationellt  1996. Hennes största merit hittills är bronsmedaljen i stafett i Salt Lake City 2002.